# Волтон (Канзас)
Волтон (англ. Walton) — місто (англ. city) в США, в окрузі Гарві штату Канзас. Населення — 219 осіб (2020).

## Географія
Волтон розташований за координатами 38°7′10″ пн. ш. 97°15′30″ зх. д. / 38.11944° пн. ш. 97.25833° зх. д. (38.119403, -97.258202).  За даними Бюро перепису населення США в 2010 році місто мало площу 0,93 км², уся площа — суходіл.

## Демографія
Згідно з переписом 2010 року, у місті мешкало 235 осіб у 93 домогосподарствах у складі 69 родин. Густота населення становила 253 особи/км².  Було 105 помешкань (113/км²).
Расовий склад населення:
| - 93,2 % — білих - 5,1 % — корінних американців - 0,4 % — чорних або афроамериканців - 0,4 % — азіатів |

До двох чи більше рас належало 0,9 %. Частка іспаномовних становила 6,0 % від усіх жителів.
За віковим діапазоном населення розподілялося таким чином: 21,7 % — особи молодші 18 років, 60,9 % — особи у віці 18—64 років, 17,4 % — особи у віці 65 років та старші. Медіана віку мешканця становила 40,9 року. На 100 осіб жіночої статі у місті припадало 132,7 чоловіків;  на 100 жінок у віці від 18 років та старших — 121,7 чоловіків також старших 18 років.
Середній дохід на одне домашнє господарство  становив 52 172 долари США (медіана — 46 458), а середній дохід на одну сім'ю — 58 738 доларів (медіана — 55 625). За межею бідності перебувало 12,5 % осіб, у тому числі 9,8 % дітей у віці до 18 років та 16,3 % осіб у віці 65 років та старших.
Цивільне працевлаштоване населення становило 146 осіб. Основні галузі зайнятості: виробництво — 29,5 %, освіта, охорона здоров'я та соціальна допомога — 21,9 %, роздрібна торгівля — 9,6 %, науковці, спеціалісти, менеджери — 9,6 %.